# Невесомость
Невесо́мость — состояние, в котором отсутствует сила взаимодействия тела с опорой или подвесом (вес тела), возникающая в связи с гравитационным притяжением.
Иногда в качестве синонима названия этого явления используется термин микрогравитация, что неверно (создаётся впечатление, что гравитация отсутствует или пренебрежительно мала).

## Причины
Состояние невесомости имеет место, когда действующие на тело внешние силы являются только массовыми (силы тяготения), поле этих массовых сил локально однородно, то есть силы поля сообщают всем частицам тела в каждом его положении одинаковые по модулю и направлению ускорения (что при движении в поле тяготения Земли практически имеет место, если размеры тела малы по сравнению с радиусом Земли), кроме того начальные скорости всех частиц тела по модулю и направлению одинаковы (тело движется поступательно), отсутствует вращательное движение вокруг собственного центра масс.
Например, космический аппарат и все находящиеся в нём тела, получив соответствующую начальную скорость, движутся под действием сил тяготения вдоль своих орбит практически с одинаковыми ускорениями (феномен присутствия ускорения после отключения тяги двигателя для тела, находящегося на орбите), как свободные; ни сами тела, ни их частицы взаимных давлений друг на друга не оказывают, то есть находятся в состоянии невесомости. При этом по отношению к кабине аппарата находящееся в нём тело может в любом месте оставаться в покое (свободно «висеть» в пространстве). Хотя силы тяготения при невесомости действуют на все частицы тела, но нет внешних поверхностных сил, которые могли бы вызывать взаимные давления частиц друг на друга.
Таким образом, любое тело, размеры которого меньше земного радиуса, совершающее свободное поступательное движение в поле тяготения Земли, будет, при отсутствии других внешних сил, находиться в состоянии невесомости. Аналогичным будет результат для движения в поле тяготения любых других небесных тел.
В реальности для всех тел конечных размеров существует разность гравитационных ускорений, вызванная разницей в расстоянии разных точек тела от Земли. Эта небольшая разность стремится вытянуть тело в радиальном направлении.

## История
Изменение веса шарика при его свободном падении в жидкости было отмечено ещё Лейбницем. В 1892—1893 гг. несколько опытов, демонстрирующих возникновение невесомости при свободном падении, поставил профессор МГУ Н. А. Любимов, например, маятник, выведенный из положения равновесия при свободном падении не качался

## Особенности деятельности человека и работы техники
В условиях невесомости на борту космического аппарата многие физические процессы (конвекция, горение и т. д.) протекают иначе, чем на Земле. Отсутствие силы тяжести, в частности, требует специальной конструкции таких систем как душ, туалет, системы разогрева пищи, вентиляции и т. д. Во избежание образования застойных зон, где может скапливаться углекислый газ, и для обеспечения равномерного смешивания теплого и холодного воздуха, на МКС, например, установлено большое количество вентиляторов. Прием пищи и питьё, личная гигиена, работа с оборудованием и в целом обычные бытовые действия также имеют свои особенности и требуют от космонавта выработки привычки и нужных навыков.
Влияние невесомости неизбежно учитывается в конструкции жидкостного ракетного двигателя, предназначенного для запуска в невесомости. Жидкие компоненты топлива в баках ведут себя точно так же, как и любая жидкость (образуют жидкие сферы). По этой причине подача жидких компонентов из баков в топливные магистрали может стать невозможной. Для компенсации такого эффекта применяется специальная конструкция баков (с разделителями газовой и жидкой сред), а также — процедура осадки топлива перед запуском двигателя. Такая процедура состоит во включении вспомогательных двигателей корабля на разгон; создаваемое ими небольшое ускорение осаживает жидкое топливо на днище бака, откуда система подачи направляет топливо в магистрали.

## Воздействие на организм человека
При переходе из условий наличия веса тела у поверхности Земли к условиям невесомости (в первую очередь — при выходе космического корабля на орбиту), у большинства космонавтов наблюдается реакция организма, называемая синдромом космической адаптации.
При длительном (более недели) пребывании человека в космосе отсутствие веса тела начинает вызывать в организме определённые вредные изменения.
Первое и самое очевидное последствие невесомости — стремительное атрофирование мышц: мускулатура фактически выключается из деятельности человека, в результате падают все физические характеристики организма. Кроме того, следствием резкого уменьшения активности мышечных тканей является сокращение потребления организмом кислорода, и из-за возникающего избытка гемоглобина может понизиться деятельность костного мозга, синтезирующего его (гемоглобин).
Также есть основания полагать, что ограничение подвижности нарушит фосфорный обмен в костях, что приведёт к снижению их прочности.

## Вес и гравитация
Довольно часто исчезновение веса путают с исчезновением гравитационного притяжения, но это вовсе не так. В качестве примера можно привести ситуацию на Международной космической станции (МКС). На высоте 400 километров (высота нахождения станции) ускорение свободного падения имеет значение 8,63 м/с², что всего лишь на 12 % меньше, чем на поверхности Земли. Состояние невесомости на МКС возникает не из-за «отсутствия гравитации», а за счёт движения по круговой орбите с первой космической скоростью, то есть космонавты постоянно падают, при этом сохраняют горизонтальную (касательную к Земле)  скорость 7,9 км/с. Как падает МКС, двигаясь по орбите, так и все объекты на МКС падают на землю, сохраняя неизменными расстояния между собой.

## Невесомость на Земле
На Земле в экспериментальных целях создают кратковременное состояние невесомости (до 40 с) при полётах самолёта по баллистической траектории, то есть такой траектории, по которой летел бы самолёт под воздействием одной лишь силы земного притяжения. Эта траектория при небольших скоростях движения получается параболой (так называемой «параболой Кеплера»), из-за чего её иногда ошибочно называют «параболической». В общем случае траектория представляет собой эллипс или гиперболу.
Такие методы применяются для тренировки космонавтов в России и США. В кабине пилота на нитке подвешен шарик, который обычно натягивает нитку вниз (если самолёт покоится, либо движется равномерно и прямолинейно). Отсутствие натяжения нити, на которой висит шарик, свидетельствует о невесомости. Таким образом, пилот должен управлять самолётом так, чтобы шарик висел в воздухе без натяжения нити. Для достижения этого эффекта самолёт должен иметь постоянное ускорение равное g и направленное вниз. Другими словами, пилоты создают нулевую перегрузку. Длительно такую перегрузку (до 40 секунд) можно создать, если выполнить специальную фигуру пилотажа «провал в воздухе». Пилоты резко начинают набор высоты, выходя на «параболическую» траекторию, которая заканчивается таким же резким сбросом высоты. Внутри фюзеляжа имеется камера, в которой тренируются будущие космонавты, она представляет собой полностью обитую мягким покрытием пассажирскую кабину без кресел, чтобы избежать травм как в моменты невесомости, так и в моменты перегрузок.
Подобное чувство невесомости (частичной) человек испытывает при полётах рейсами гражданской авиации во время посадки. Однако в целях безопасности полёта и из-за большой нагрузки на конструкцию самолёта, любой рейсовый самолёт сбрасывает высоту, совершая несколько протяженных спиральных витков (с высоты полёта в 11 км до высоты захода на посадку примерно 1-2 км). То есть спуск производится в несколько заходов, во время которых пассажир на несколько секунд ощущает, что его немного отрывает от кресла вверх. Это же чувство испытывают и автомобилисты, знакомые с трассами, проходящими по крутым холмам, когда машина начинает съезжать с верхушки вниз.
Утверждения, что самолёт для создания кратковременной невесомости выполняет фигуры высшего пилотажа типа «петли Нестерова» — не более чем миф. Тренировки выполняются в слегка модифицированных серийных пассажирских или грузовых самолётах, для которых фигуры высшего пилотажа и подобные режимы полёта являются закритическими и могут привести к разрушению машины в воздухе или быстрому усталостному износу несущих конструкций.
Состояние невесомости можно ощутить в начальный момент свободного падения тела в атмосфере, когда сопротивление воздуха ещё невелико.
Существует несколько самолётов, способных проводить полёты с достижением состояния невесомости без вылета в космос. Технология используется как для тренировок космическими агентствами, так и для коммерческих полётов частных лиц. Подобные полёты проводят американская авиакомпания Zero Gravity, Роскосмос (на Ил-76 МДК c 1988 года, полёты также доступны для частных лиц), NASA (на Boeing KC-135), Европейское космическое агентство (на Airbus A-310). Типичный полёт продолжается около полутора часов. В течение полёта проводятся 10-15 сессий невесомости, для достижения которых самолёт совершает крутое пике. Длительность каждой сессии невесомости около 25 секунд. Более 15 000 человек совершили полёты по состоянию на ноябрь 2017 года. Многие известные люди совершили полёты в невесомости на борту самолёта, в их числе: Баз Олдрин, Джон Кармак, Тони Хоук, Ричард Брэнсон. Стивен Хокинг также совершил короткий полёт 26 апреля 2007 года.
Другим способом моделирования невесомости, причём в течение длительного времени, является создание гидроневесомости.